# Myrkur
I Myrkur sono un gruppo musicale danese attivo dal 2014. Il gruppo è guidato dalla cantante Amalie Bruun.

## Formazione
Membri ufficiali
- Amalie Bruun – voce, chitarra, basso, tastiera, piano, organo, violino, nyckelharpa, percussioni (dal 2014)

Membri turnisti/collaboratori
- Jeppe Skouv – basso (dal 2016)
- Andreas Lynge – chitarra (dal 2016)
- Martin Haumann – batteria (dal 2017)
- Om Rex Orale – basso (dal 2018)
- Ojete Mordaza II – batteria (dal 2018)
- Rider G Omega – chitarra (dal 2018)

## Discografia

### Album in studio
- 2015 – M
- 2017 – Mareridt
- 2020 – Folkesange
- 2023 – Spine

### Album dal vivo
- 2016 – Mausoleum

### EP
- 2014 – Myrkur
- 2018 – Juniper